# Sheikens Fange
Sheikens Fange (originaltitel The Fortieth Door) er en amerikansk stumfilm fra 1924 af George B. Seitz.

## Medvirkende
- Allene Ray som Aimee
- Bruce Gordon som Jack Ryder
- David Dunbar som Andy McLean
- Anna May Wong som Zira
- Frankie Mann som Jimmy Jeffries
- Frank Lackteen som Hamid Bey
- Lillian Gale som Miriam
- Bernard Siegel